# Сёмин, Александр Николаевич
Алекса́ндр Никола́евич Сёмин (род. 12 июня 1955 года, Рязанская область) — российский учёный, специалист в области экономики сельского хозяйства, доктор экономических наук (1994), член-корреспондент РАСХН (2007), академик РАН (2016).

## Биография
Родился 12 июня 1955 года в с. Ушаково Сасовского района Рязанской области.
В 1978 году окончил Свердловский сельскохозяйственный институт, а в 2004 году — Российский государственный аграрный заочный университет.
С 1978 по 1985 годы работал в Свердловском областном объединении по производственно-техническому обеспечению сельского хозяйства, пройдя путь от старшего инженера до начальника управления восстановления изношенных деталей.
С 1985 по 1995 годы — заведующий отделом производственно-массовой работы и заработной платы, заместитель председателя по защите экономических прав и законных интересов трудящихся Свердловского областного комитета профсоюза работников АПК. В 1992 году защитил кандидатскую диссертацию «Оплата сельскохозяйственного труда в условиях современных форм хозяйствования в АПК».
С 1992 года — доцент, с 1995 года — профессор Уральского государственного экономического университета.
Одновременно с 1995 года — заведующий кафедрой, ректор (1995—2010) Уральской государственной сельскохозяйственной академии.
В 1994 году защитил докторскую диссертацию, в 1996 году присвоено учёное звание профессора.
В 2007 году избран членом-корреспондентом РАСХН. В 2013 году стал членом-корреспондентом РАН (в рамках присоединения РАМН и РАСХН к РАН).
28 октября 2016 года избран академиком РАН.

## Научная деятельность
Академик А. Н. Сёмин — крупный российский ученый в области методологии, методики и практики исследования региональной аграрной экономики и разработки региональной агропродовольственной политики. Он один из первых в стране разработал научные основы адаптации сельхозтоваропроизводителей к рыночным условиям хозяйствования, а также концепцию формирования высокоэффективного организационно-экономического механизма АПК, адекватного новой парадигме развития экономики государства.
Научные изыскания А. Н. Сёмина преимущественно относятся к экономике аграрного рынка, исследованию воспроизводственных процессов, формированию эффективных организационно-экономических механизмов, государственному регулированию и государственной поддержке сельскохозяйственных товаропроизводителей. Им выявлены многовариантность и многокомпонентность экономических механизмов АПК, основы формирования и взаимодействия его элементов и компонентов. Разработаны концептуальные модели многоблочных полиэлементных экономических механизмов хозяйствования. Используется в практической деятельности методика оценки эффективности функционирования организационно-экономического механизма — как на уровне субъекта Федерации, так и в конкретной сельхозорганизации.
А. Н. Сёминым разработаны основы типологии существующего многообразия теоретических и практических концепций для агропромышленного комплекса. Он автор-разработчик таких актуальнейших концепций как: Концепция совершенствования системы государственной поддержки сельскохозяйственных товаропроизводителей; Концепция формирования экономического механизма обновления технической базы сельского хозяйства; Концепция модернизации системы непрерывного сельскохозяйственного образования и кадрового обеспечения агропромышленного производства, Концепция продовольственного обеспечения индустриально развитой территории и других.
Разработанные под научным руководством А. Н. Сёмина и реализуются в настоящее время долгосрочные целевые Программы: «Упаковочный комплекс Урала», «Развитие свиноводства в АПК Среднего Урала», «Развитие птицеводства Свердловской области», «Кадровое обеспечение АПК», «Уральская деревня» и другие — они утверждены Постановлениями Правительства Свердловской области и коллегией Минсельхозпрода Свердловской области; экономический эффект от реализации данных стратегических программ — ежегодная экономия валютных ресурсов $20–60 млн.
Крупным вкладом являются разработанные А. Н. Сёминым методики, модели, научно-обоснованные концепции и научно-практические рекомендации: «Методика оценки эффективности экономического механизма хозяйствования», «Методика стратегического планирования и оценки экономической эффективности сельскохозяйственного производства в условиях формирующейся системы агромаркетинга», «Методические рекомендации по моделированию крестьянских (фермерских) хозяйств», «Методика оценки финансового состояния и финансового оздоровления предприятий АПК в условиях осуществления реструктуризации просроченной задолженности», «Развитие интеграционных процессов в АПК и методические подходы финансового оздоровления сельскохозяйственных предприятий», «Методика оценки экономической эффективности способов приобретения сельскохозяйственной техники и оборудования».
Только использование рекомендаций А. Н. Сёмина по финансовому оздоровлению хозяйствующих субъектов и применению ресурсо- и энергосберегающих технологий дает годовой экономический эффект более 350 млн рублей в субъектах хозяйствования АПК Свердловской области.
Он — соавтор разработанной совместно с учеными УралНИИСХОЗа РАСХН «Среднеуральской системы ведения сельского хозяйства», научный руководитель группы разработчиков Концепции и Программы «Уральская деревня», впоследствии одобренной Президентом РФ, а также закона «О государственной поддержке юридических и физических лиц, осуществляющих производство сельскохозяйственной продукции и (или) закупку сельскохозяйственной продукции и пищевых местных ресурсов в Свердловской области». С принятием данного закона государственная поддержка сельхозтоваропроизводителей региона возросла до 3,7 млрд рублей в год. На реализацию запланированных мероприятий направлено 62,6 млрд рублей.
При разработке концепции продовольственной безопасности индустриально-развитой территории и ряда региональных законопроектов: «О государственном регулировании сельскохозяйственного производства», «О лизинге», «О социальном развитии села» А. Н. Сёминым были определены методологические основы формирования продовольственных ресурсов, решения социальных проблем, совершенствования межрегиональных связей.
А. Н. Сёмин является одним из главных организаторов первого на Урале межвузовского НИИ «Уралпромсертификат», объединившего ученых Уральского государственного экономического университета и Уральской государственной сельскохозяйственной академии. В 2010 году при участии Уральского государственного аграрного университета на базе Уральского государственного экономического университета он организует Институт экономической и продовольственной безопасности в составе шести секторов и становится его соруководителем.
Профессор А. Н. Сёмин — инициатор, разработчик и создатель на Среднем Урале учебно-научно-производственных комплексов (г. Артемовский, г. Екатеринбург), научно-образовательных центров, агротехнопарков: «Алюм-Агро», «Уральский фермер», «Южноуральский».
Им подготовлено 72 кандидата и 17 докторов экономических наук.
Автор 665 научных работ, в том числе: 56 монографий (из них 23 написаны индивидуально), 41 научно-практической, научно-методической рекомендации, 11 теоретических и практических концепций, 29 учебных и учебно-методических пособий, 9 учебников (6 из которых имеют гриф Министерства образования и науки РФ и Минсельхоза России), 3-х справочников по оплате труда и работе с персоналом.
Обладатель 22 патентов на изобретения и полезные модели; 7 изобретений имеют народнохозяйственное значение, используются в практической деятельности предприятий АПК Уральского федерального округа с многомиллионным эффектом.
Главный научный редактор журнала «Агропродовольственная политика России», член редколлегий журналов: «Теория и практика мировой науки», «Экономика сельскохозяйственных и перерабатывающих предприятий», «Известия МААО», «Корпоративное управление и инновационное развитие экономики Севера», «Известия высших учебных заведений. Горный журнал», «Садоводство России».
С 2001 года по настоящее время является председателем, зам. председателя диссертационного совета (Д 220.067.01) по защите докторских и кандидатских диссертаций по специальности 08.00.05 — экономика и управление народным хозяйством (маркетинг; экономика, организация и управление предприятиями, отраслями, комплексами — АПК и сельское хозяйство).
Вице-президент Уральского отделения Вольного экономического общества России, почётный член ВОИР, член объединенного Учёного совета по сельскохозяйственным наукам при Президиуме УрО РАН, член экологического совета при главе Екатеринбурга, член учёного совета Института экономики УрО РАН, эксперт РАН.
Заслуженный деятель науки РФ, Заслуженный экономист РФ.
Лауреат национальной премии им. П. А. Столыпина, премии им. И. И. Ползунова. Награжден золотой медалью им. А. В. Чаянова, Н. И. Вавилова, Петра I, М. А. Шолохова, медалями ВДНХ и ВВЦ.
Ему вручались Почетные грамоты Министерства сельского хозяйства РФ, Председателя Правительства Свердловской области, Минсельхозпрода Свердловской области.
Почётный работник науки и техники РФ. Почётный работник высшего профессионального образования РФ. Почётный член Всероссийского общества изобретателей и рационализаторов.
Имеет зарубежные награды — Великобритании, Вьетнама, ЕС.

## Награды
- Заслуженный экономист Российской Федерации (2001)
- Заслуженный деятель науки Российской Федерации (2010)[2]
- Национальная премия имени П. А. Столыпина (2010)[3]
- Золотая медаль имени А. В. Чаянова
- Почётный работник науки и техники Российской Федерации
- Почётный работник высшего профессионального образования Российской Федерации
- медали ВВЦ